# 陳建義
陳建義(1968年—)，陸軍中將，陸軍官校正59期（79年班）畢業，裝甲兵科出身，籍貫福建省連江縣。現任陸軍司令部中將參謀長，曾任花東防衛指揮部中將指揮官、陸軍軍官學校少將校長、陸軍北區測考中心少將指揮官、裝甲586旅少將旅長等職務。2015年7月1日晉任少將、2022年1月1日晉任中將。2023年7月1日接任陸軍司令部參謀長。